# NGC 4725
NGC 4725 је спирална галаксија у сазвежђу Береникина коса која се налази на NGC листи објеката дубоког неба.
Деклинација објекта је + 25° 30' 0" а ректасцензија 12h 50m 26,5s. Привидна величина (магнитуда) објекта NGC 4725 износи 9,3 а фотографска магнитуда 10,1. Налази се на удаљености од 13,918 милиона парсека од Сунца. NGC 4725 је још познат и под ознакама UGC 7989, MCG 4-30-22, CGCG 129-27, KUG 1247+257B, IRAS 12478+2545, PGC 43451.